# فيانويفا دي أوسكوس
بلدية فيانويفا دي أوسكوس (بالإسبانية: Villanueva de Oscos) هي بلدية تقع في منطقة أستورياس شمال غرب إسبانيا.

## الديموغرافيا
بلغ عدد سكان بلدية فيانويفا دي أوسكوس 364 نسمة عام 2011 (وفقاً للمعهد الوطني للإحصاء الإسباني).
| 428 | 416 | 419 | 404 | 411 | 382 | 364 |